# 俄烏戰爭期間對烏克蘭的人道主義援助列表

俄罗斯联邦
乌克兰
向乌克兰提供人道主义援助的國家

此列表列出在俄乌战争期间已经或将要向乌克兰提供的人道主义援助的國家及機構清单。此名单不包括对乌克兰政府的财政援助，除非指定用于人道主义目的。

## 援助来源

### 欧盟
自2014年以来，欧盟各成员国一直為烏克蘭提供援助。以下为欧盟集体提供的援助。大部分援助由欧盟委员会协调。
- 2022年3月1日宣佈援助價值5億歐元的人道主義援助物資[1]
- 2022年3月將多間醫院的合共10000張病床為烏克蘭傷員預留，同時從烏克蘭接載傷員到歐盟國家的醫院[2]
- 截至2022年8月，至少有1000名烏克蘭平民傷者從烏克蘭當地醫院撤離至歐盟國家的醫院[已过时]
[3]

### 公司
2022年2月和3月，超过100家公司采取了包括抵制在内的行动以支持乌克兰。

### 其他各方
英国慈善机构“和平皮卡” （页面存档备份，存于）向乌克兰捐赠了300多辆装满人道主义援助物资的四轮驱动汽车。